# Paikuse
Paikuse är en ort i Estland. Den ligger i Paikuse kommun och landskapet Pärnumaa, i den sydvästra delen av landet, 120 km söder om huvudstaden Tallinn. Paikuse ligger 11 meter över havet och antalet invånare är 1 996.
Terrängen runt Paikuse är mycket platt. Runt Paikuse är det glesbefolkat, med 16 invånare per kvadratkilometer. Närmaste större samhälle är Pärnu, 8,0 km väster om Paikuse. I omgivningarna runt Paikuse växer i huvudsak blandskog.